# Москера (Нариньо)
Москера (исп. Mosquera) — город и муниципалитет на юго-западе Колумбии, на территории департамента Нариньо. Входит в состав провинции Санкьянга.

## История
Поселение, из которого позднее вырос город, было основано генералом Томасом Сиприано де Москерой в 1824 году. Муниципалитет Москера был выделен в отдельную административную единицу в 1850 году.

## Географическое положение

Муниципалитет Москера

Город расположен в северной части департамента, в пределах Тихоокеанской равнины, на берегу одного из рукавов устья реки Санкьянга, на расстоянии приблизительно 189 километров к северо-западу от города Пасто, административного центра департамента. Абсолютная высота — 7 метров над уровнем моря.
Муниципалитет Москера граничит на востоке с территорией муниципалитета Олая-Эррера, на юге — с муниципалитеттами Роберто-Паян и Франсиско-Писарро, на юго-западе — с муниципалитетом Тумако, на севере и северо-западе омывается водами Тихого океана. Площадь муниципалитета составляет 760,3 км².

## Население
По данным Национального административного департамента статистики Колумбии, совокупная численность населения города и муниципалитета в 2024 году составляла 12 625 человек.
Динамика численности населения муниципалитета по годам:
| 2005   | 2010   | 2015   | 2020   | 2021   | 2022   | 2023   | 2024   |
| ------ | ------ | ------ | ------ | ------ | ------ | ------ | ------ |
| 11 995 | 13 989 | 16 270 | 12 286 | 12 393 | 12 461 | 12 547 | 12 625 |

Согласно данным переписи 2005 года мужчины составляли 50,9 % от населения Москеры, женщины — соответственно 49,1 %. В расовом отношении негры, мулаты и райсальцы составляли 97,3 % от населения города; белые и метисы — 2,7 %.
Уровень грамотности среди всего населения составлял 78,4 %.

## Экономика
62,5 % от общего числа муниципальных предприятий составляют предприятия торговой сферы, 25 % — предприятия сферы обслуживания, 12,5 % — промышленные предприятия.